# 中山市

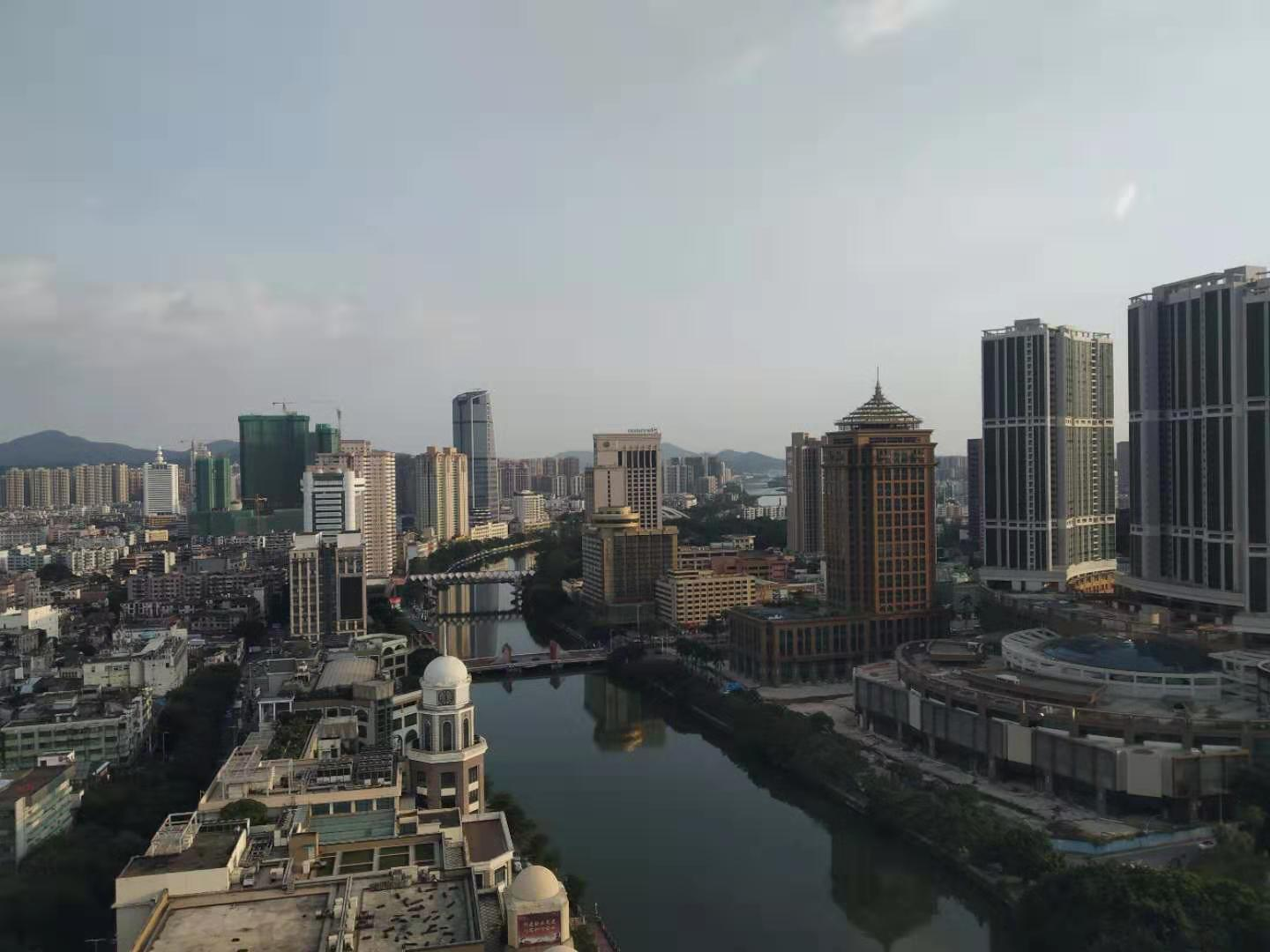
中山市のスカイライン

中山市（ちゅうざん-し、中国語:中山市、英語:Zhongshan）は、中華人民共和国広東省に位置する地級市。

## 概要

### 地名の由来
辛亥革命の指導者である孫文の出身地であり、その号が「中山」であったことに由来して命名された。

## 地理
珠江デルタの中南部に位置し、広州市、仏山市、江門市、珠海市に接する。珠海を挟んで深圳市、香港とも隣接している。

## 行政区画
県級の行政区は無く、市政府直轄の区（街道弁事処）と鎮がある。
- 8街道：東区街道、南区街道、西区街道、石岐街道、五桂山街道、民衆街道、南朗街道、中山港街道
- 15鎮：三郷鎮、坦洲鎮、神湾鎮、板芙鎮、大涌鎮、沙渓鎮、横欄鎮、古鎮鎮、小欖鎮、東鳳鎮、南頭鎮、黄圃鎮、三角鎮、港口鎮、阜沙鎮
- 火炬高技術産業開発区、翠亨新区

| 中山市の地図 |
| ------------ |
|              |

### 行政区画の変遷
この節の出典
珠江専区
- 1949年10月1日 - 中華人民共和国広東省珠江専区が成立。南海県・順徳県・三水県・中山県・宝安県・東莞県・番禺県・花県が発足。(8県)
- 1949年11月 - 南海県の一部が分立し、仏山市が発足。(1市8県)
- 1950年1月12日 - 仏山市が地級市の仏山市に昇格。(8県)
- 1951年10月 - 東莞県の一部が宝安県に編入。(8県)
- 1952年11月 
  - 中山県・順徳県・南海県・三水県・番禺県・宝安県・東莞県が粤中行政区に編入。
  - 花県が粤北行政区に編入。

石岐市
- 1953年7月1日 - 粤中行政区中山県の一部が分立し、石岐市が発足。(1市)
- 1956年1月4日 - 石岐市が仏山専区に編入。

中山市
- 1988年1月7日 - 仏山市中山市が地級市の中山市に昇格。(1市)

## 歴史
中山の古称は1152年（紹興22年）に香山県が設置されて以来香山が使用されていた。
1925年に辛亥革命指導者であり、中華民国初代臨時大総統であった孫文を顕彰し、その号から中山県と改称された。
1983年12月に仏山市管轄の県級市として中山市に昇格し、その後の経済発展に伴い1988年1月に地級市に昇格し現在に至っている。

## 対外関係

### 姉妹都市・提携都市
- 守口市（日本国 近畿地方 大阪府） 1988年4月18日
- ホノルル（アメリカ合衆国 ホノルル郡 ハワイ州） 1997年10月13日
- アラメダ郡（アメリカ合衆国 カリフォルニア州） 2002年11月11日
- ケアンズ（オーストラリア連邦 クイーンズランド州） 2003年9月19日
- クリアカン（メキシコ合衆国 シナロア州） 2007年6月1日

## 経済

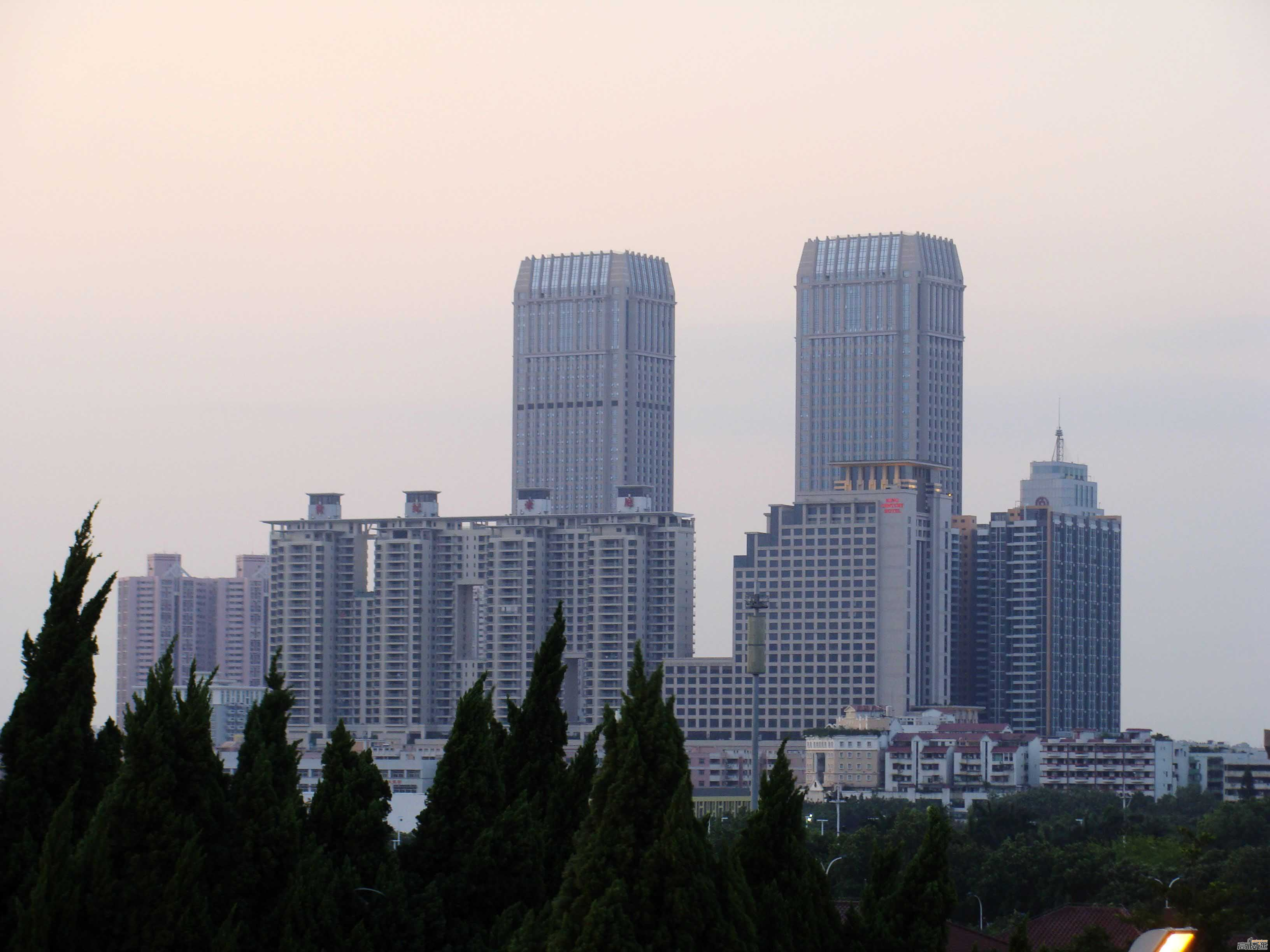
中山国際金融センター

1970年代後半、中山は依然として農業中心の経済であり、近隣の香港やマカオとの経済協力はほとんどなく、経済発展率は非常に低かった。中国が経済改革政策を実施した後、中山は、香港とマカオに隣接する珠江デルタの都市として、外の世界に先駆けて開かれた中国の沿岸都市の1つへと成長した。それ以来、中山は香港や台湾などの海外から多額の資金を集めてきた。繊維、衣類、ハードウェア、照明、家電、食品などの伝統的な産業が急速に発展し、バイオエンジニアリングや電子情報などのハイテク産業も出現し始めた。
1980年代後半、中山は急速な経済発展により、東莞市、仏山市南海区、仏山市順徳区と共にメディアから「広東の四虎」と呼ばれた。タイプの異なる他の3都市と中山は同時に、開発に焦点を当て、外国投資を呼び込む為、中国国営の多国籍企業などにより、中山経済は短期間で急速な成長を得て、国営企業のグループ会社が拠点を置いた。しかし、国営企業の財産権システムと企業管理メカニズムは、変貌する経済に対応出来ていなかった為、20世紀の終わりまでに、中山市の国営企業経済は低迷し、小霸王（シャオバーワン）など、有名国有企業も多くの問題を抱えていた。
1998年から2001年まで、中山市政府は国有企業の財産権制度を改革し、国有資本を一般競争産業から撤退させ、外資系および民間企業の発展の余地を残した。資本とその他非公開所有経済は、経済全体の90％以上を占めている。20年以上の発展を経て、中山は伝統的な農業郡から工業および商業産業が支配する大都市へと徐々に進化した。最新の計画によると、中山市地区の東にある旗江新城は、広東・香港・マカオ・台湾本部経済圏として位置付けられている。
2014年、中山市のGDPは2823億元で、前年比8.0％増加した。1人あたりのGDPは88953元で、都市の登録失業率は2.16％であると、ジョーンズラングラサールが2012年に中国で発表した。

## 交通

### 鉄道
- 中国鉄路総公司
  - 広珠都市間鉄道

### 道路

#### 高速道路
- 広澳高速道路
- 珠三角地区環状高速道路
- 深岑高速道路
- 広中江高速道路
- 西部沿海高速道路
- 広珠西線高速道路

#### 国道
- G105国道

### 航路
- 中山港 - 香港尖沙咀港（一部は上環港発着）
- 中山港 - 香港国際空港（海天客運埠頭（Sky Pier）に発着し、空港とAPMで連絡）
  - 中山港での出入国手続きとなり、香港への出入国をしない[2]。なお、香港市内への出入国はできない[3]。）

珠江客運が上記2航路を運行。

## 文化

### 言語
中山市では84％の人が広東語を話すが、客家語、閩南語が主の地域もある。広東語は「石岐話」、「沙田話」（順徳系）、「三角話」（東莞系）、「古鎮話」（新会系）の4種に分けられる。客家語は、主に五桂山区、神湾鎮、坦洲鎮南部で話され、閩南語は主に沙渓鎮、大涌鎮、三郷鎮、南朗鎮、張家辺などで話されている。近年は広東省外からの移住者も増えているため、広東言を勉強する人も増えつつある。

### 食文化
中山市では順徳料理系の広東料理が主に食べられているが、五桂山周辺など、客家が多く住む地域では客家料理も盛んである。中山市の料理は、細かく分けると「民田地区」、「沙田地区」、「小欖地区」、「岐江環城」の広東料理4流派と「五桂山区」の客家料理に分けることができる。
中山市の広東料理は、全体的にあっさりとしており、素材の持つ旨味を重視している。
広州市の広東料理と比べて、郷土色が強く、順徳料理と共通する素材や調味も使われている。中山市は水郷であり、また、海からも近いため、川魚やエビなどだけでなく、海鮮料理もよく食べられている。中山市の名物料理としては「石岐乳鴿」（石岐の子バトのロースト）、「缽仔禾蟲」（イトメの碗蒸し）、「小欖炸魚球」（小欖のつみれ揚げ）、「三郷小炒」、「椒塩水蛇」（シナミズヘビの素揚げ花椒塩風味）、「蒸三乾」、「白灼魚皮」（ソウギョなどの皮の湯引き）、「砂鍋魚頭」（淡水魚の頭の土鍋煮）、「狗肉火鍋」（犬鍋）、「鯉魚火鍋」（コイ鍋）、「沙渓粥底火鍋」（沙渓の粥鍋）等がある。近年は、香港式の茶餐庁も多く、他にマカオ料理、湖南料理などの地方料理を出す店、ファストフード店も増えている。
中山市の菓子には落雁に似た「杏仁餅」（咀香園餅家など）、スターフルーツで作る「三稔包」、「鶏仔餅」などがある。
果物では、三月紅ライチ、神湾パイナップル、石岐硤龍眼、茂生圍バナナ等が著名。

## 観光
- 孫文西路歩行街 - 歩行者天国

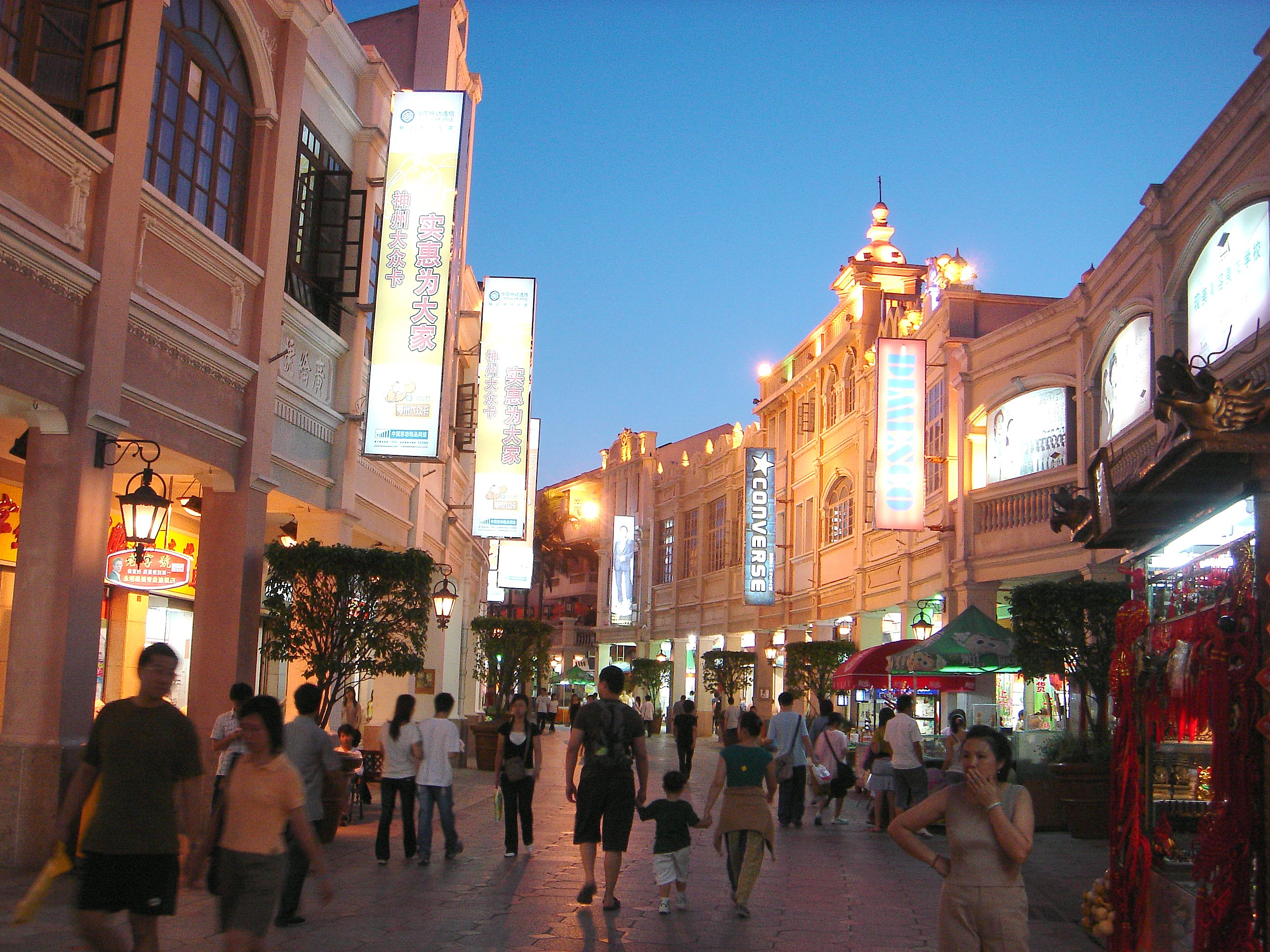
夜の孫文西路歩行街

- 中山故居、孫中山故居紀念館 - 南朗鎮翠亨村
- 岐江公園
- 中山城
- 嶺南水郷
- 詹園

## 出身者

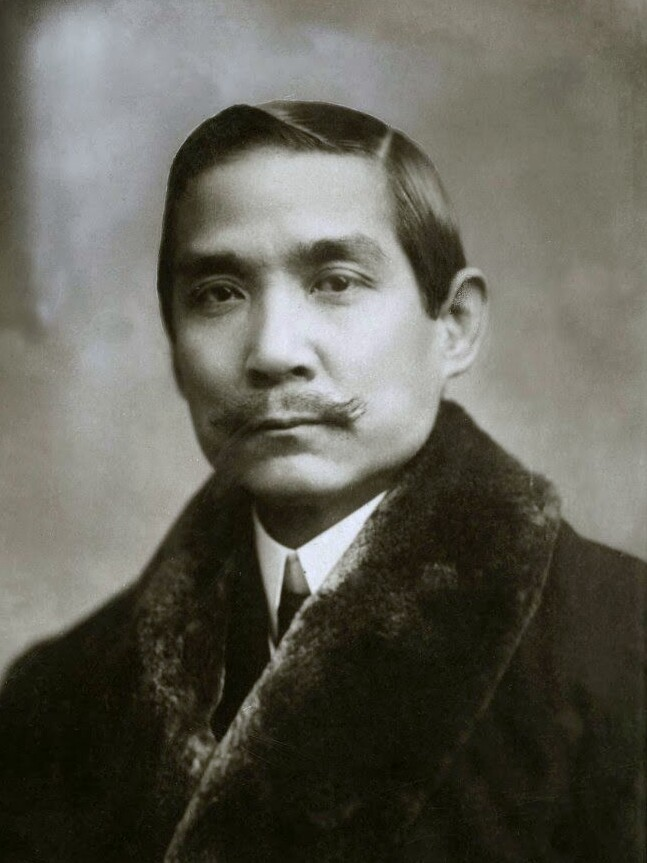
孫文

- 孫文（孫中山） - 清末民初の革命家・政治家。中華民国初代臨時大総統。興中会・中国同盟会・中華革命党・中国国民党の最高指導者。
- 程璧光 - 清末、中華民国の海軍軍人。孫文らを支持した海軍提督だったが、護法運動の最中に暗殺された。
- 唐紹儀 - 清末、中華民国の政治家。中華民国初代内閣総理。初めは袁世凱の腹心だったが、後に革命派支持に転じる。
- 孫科 - 中華民国の政治家。孫文の子。国民政府にて立法院長・行政院長などの要職を歴任した。
- 郭泉 - 香港の実業家。永安百貨店を創業。
- 馬応彪 - 香港の実業家。先施百貨店を創業。
- 梁扶初 - 中華民国、中華人民共和国の野球選手、指導者。「中国野球の父」と呼ばれる。